# Susie Wiles
Pour les articles homonymes, voir Summerall et Wiles.
Susan Summerall Wiles, dite Susie Wiles, née le 14 mai 1957 au New Jersey, est une consultante politique américaine.
Elle a travaillé pour Ronald Reagan et plusieurs autres candidats du Parti républicain. En 2024, elle est coprésidente de la campagne présidentielle de Donald Trump,,. Après sa victoire, elle est nommée cheffe de cabinet de la Maison-Blanche (chief of staff), devenant ainsi la première femme à occuper ce poste aux États-Unis.

## Biographie

### Jeunesse et études
Née et élevée dans le New Jersey, Susan Summerall est l'une des trois enfants de Pat Summerall, joueur de la National Football League (NFL), devenu ensuite commentateur sportif,. Elle est diplômée de l'université du Maryland, à College Park.

### Carrière professionnelle
En 1979, Susie Wiles est embauchée comme assistante du représentant Jack Kemp, l'un des coéquipiers de Summerall chez les Giants de New York. En 1980, elle rejoint l'équipe de Ronald Reagan en tant que planificatrice de sa campagne présidentielle.
Dans les années 1990, elle est cheffe de cabinet de John Delaney, alors maire de Jacksonville. Elle a également travaillé pour la représentante Tillie Fowler.
De 2004 à 2009, elle conseille le maire de Jacksonville, John Peyton. Lors de l'élection du gouverneur de Floride en 2010, elle est reconnue pour avoir contribué à l'élection de l'homme d'affaires Rick Scott. Considéré à l'époque comme un « outsider », Scott avait alors peu de liens avec le Parti républicain de Floride.
En janvier 2011, Susie Wiles est engagée pour diriger la campagne présidentielle de l'ancien gouverneur de l'Utah Jon Huntsman, Jr.. Pendant cette campagne, elle lance, avec l'ancien joueur des Jaguars de Jacksonville Tony Boselli, une société de conseil basée à Ponte Vedra Beach. Elle quitte la campagne en juillet 2011.
Susie Wiles dirige pendant près d'une décennie la société de lobbying Ballard Partners, basée à Tallahassee en Floride. Elle quitte son poste en septembre 2019, invoquant « un problème de santé persistant ».

#### Campagnes électorales pour Donald Trump
Lors de l'élection présidentielle de 2016, Susie Wiles dirige les opérations de la campagne de Trump en Floride. Pendant l'élection du gouverneur de Floride en 2018, Trump la désigne pour aider la campagne du républicain Ron DeSantis. Dans son discours de victoire, DeSantis qualifie Wiles de « meilleure dans son domaine ». Cependant, des « tensions croissantes entre eux » entraînent son renvoi en tant que principale conseillère en 2019. Selon Politico, la relation de DeSantis avec Wiles, qui avait « joué un rôle clé en 2016 », a été rompue « à la demande du gouverneur » pour lui permettre « d’installer ses propres alliés au sein du parti » dans l'État, une « décision largement perçue comme un revers pour la campagne de réélection du président » dans cet État clé. Susie Wiles qualifie ensuite son travail pour DeSantis de « plus grande erreur » de toute sa carrière.

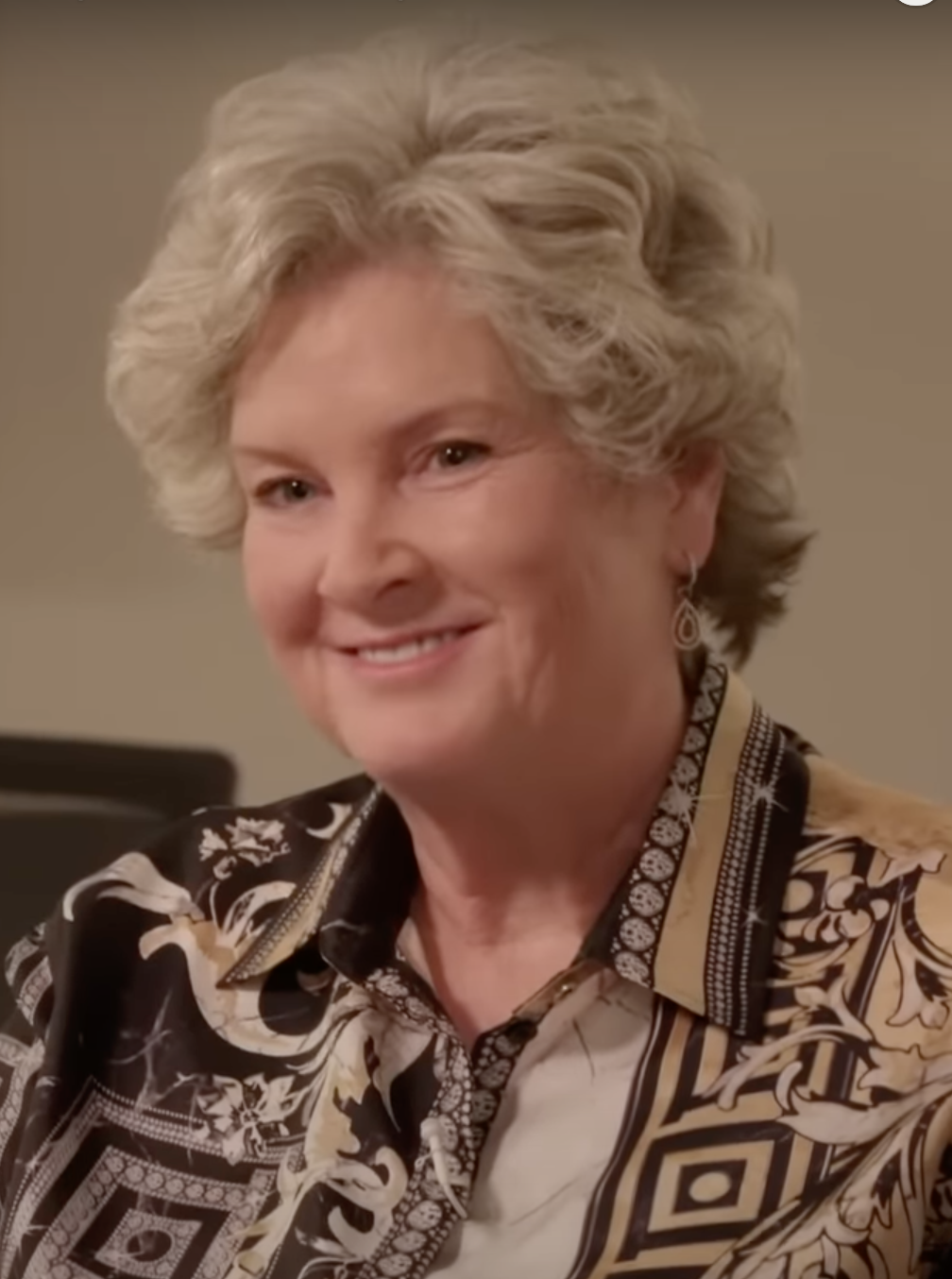
Susie Wiles en 2020.

En mars 2021, Susie Wiles est choisie pour diriger le Save America PAC de Donald Trump en tant que PDG. En avril 2021, Politico la décrit comme la « nouvelle patronne au sommet de l’univers Trump », notant qu’elle exercerait une autorité sur l'ancien directeur de campagne de 2020 Bill Stepien et le conseiller clé Justin R. Clark. Sous sa direction, le Save America PAC couvre les frais juridiques de plusieurs membres actuels et anciens du personnel de Trump impliqués dans diverses procédures judiciaires contre l'ancien président.
En août 2022, elle est considérée comme la « cheffe de cabinet » de fait de Trump dans la période précédant les élections de mi-mandat de 2022 et l'annonce de sa candidature à l'élection présidentielle de 2024. Aux côtés de personnalités comme l'homme d'affaires Peter Thiel, Susie Wiles encourage Trump à soutenir Blake Masters lors de l'élection sénatoriale de 2022 en Arizona, lequel perd toutefois le scrutin.
En janvier 2023, Susie Wiles est nommée à la tête de la campagne présidentielle de Trump pour 2024, en tant que conseillère politique principale. Aux côtés d’autres conseillers tels que Brian Jack et Chris LaCivita, elle est décrite comme l'un des principaux membres du cercle proche de la campagne de Trump.
Dans l'acte d'accusation fédéral de Trump en 2023 pour mauvaise gestion de documents classifiés, une personne identifiée comme « représentant du PAC » est mentionnée, à qui Trump aurait montré une carte classifiée d'une opération militaire. Selon des sources d'ABC News, il s’agirait de Susie Wiles,. Après l'acte d'accusation, ProPublica documente une augmentation des paiements vers Wiles et l’embauche de sa fille, suivant un schéma observé avec d'autres membres du personnel de Trump qui ont été assignés à comparaître dans le cadre de l'enquête. Elle nie avoir eu connaissance de la bonne pratique consistant à éviter que les témoins dans une enquête apparaissent comme recevant un traitement spécial et avoir discuté de son témoignage avec Trump.
Dans les derniers mois de la campagne présidentielle de 2024, Donald Trump réaffirme que Wiles et LaCivita sont les deux personnes dirigeant sa campagne, après un différend avec le conseiller Corey Lewandowski (en).
Lors du discours de victoire de Trump, tard dans la nuit du 6 novembre 2024, célébrant la soirée et le nombre de votes du Collège électoral projetés en sa faveur, le président-élu invite Susie Wiles à prendre la parole pour saluer le travail qu'elle a accompli en coulisses pour sa réélection. Elle décline cependant l’invitation ; Chris LaCivita prend finalement la parole en leurs deux noms.
Elle est alors pressentie pour être nommée cheffe de cabinet de la Maison-Blanche,,.

#### Cheffe de cabinet de la Maison-Blanche

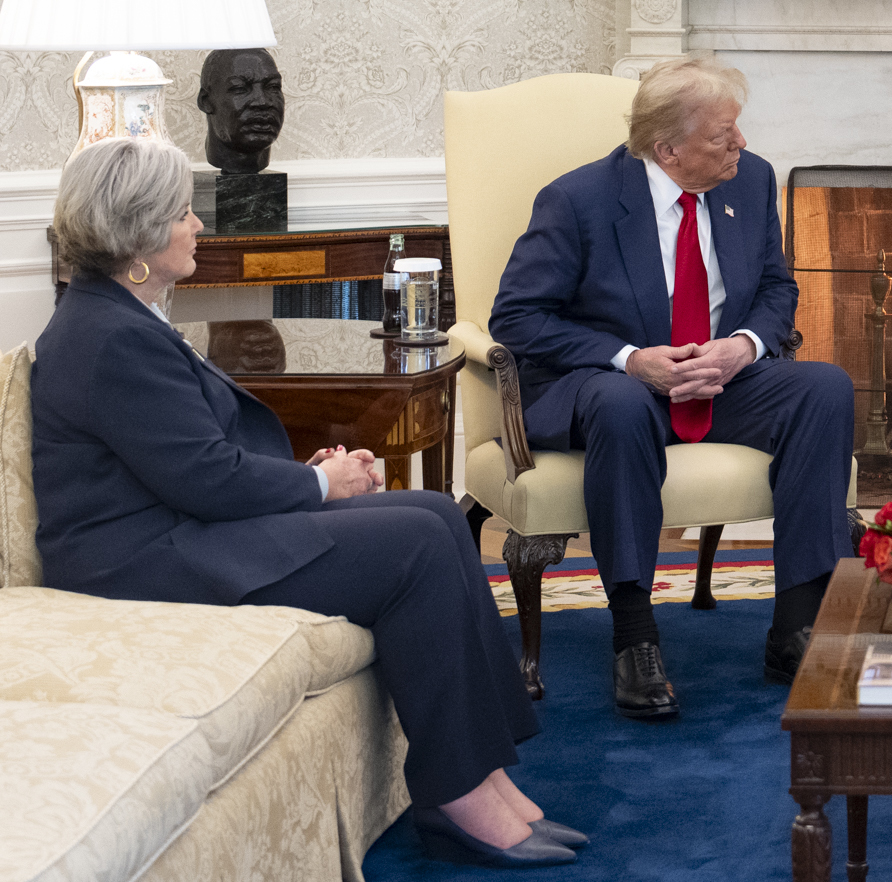
Susie Wiles et Donald Trump en novembre 2024.

Le 7 novembre 2024, le président élu lui confie l'un des postes clés de sa future administration, celui de cheffe de cabinet (équivalent à secrétaire générale de la Maison-Blanche). Première femme à occuper cette fonction, elle est alors présentée par la presse américaine comme la femme la plus puissante de la politique américaine.
Le poste de chef de cabinet de la Maison-Blanche est l’une des fonctions clés de la présidence américaine. Son titulaire est responsable du bon fonctionnement quotidien du pouvoir exécutif de la plus grande puissance mondiale. Il doit aussi gérer l'emploi du temps du président. Ce qui implique par conséquent de contrôler ceux qui ont accès à lui, aspect des plus importants auprès de Trump, qui aime s’entourer et consulter des personnes variées, et ne s’embarrasse guère du protocole. Le chef de cabinet est aussi l’un des plus proches confidents du président, et l’un de ceux qui le côtoient de plus près.

## Vie familiale
En 1985, Susie Summerall épouse Lanny Wiles, un autre stratège politique républicain, avec qui elle s'installe à Jacksonville. Elle est mère de deux filles. Le couple divorce en 2017.
Après l'investiture de Trump en 2017, sa fille Caroline Wiles est embauchée à la Maison-Blanche en tant qu'assistante adjointe du président et directrice de la Planification. Le Washington Post souligne que Caroline Wiles a un « parcours inhabituel pour un haut fonctionnaire de la Maison-Blanche », sa seule formation étant un cursus non terminé du Flagler College. Caroline Wiles devient la quatrième employée la mieux payée de la campagne de Trump de 2024, avec un salaire de 222 000 dollars.
Susie Wiles appartient à l'Église épiscopalienne des États-Unis.